# 불온한 젊은 피
"불온한 젊은 피"(Coldblood)는 한국에서 제작된 박미희 감독의 2008년 드라마, 액션 영화이다. 강방식 등이 주연으로 출연하였고 조재형 등이 제작에 참여하였다.

## 출연

### 주연
- 강방식
- 이민선

## 기타
- 조연출: 신근수
- 녹음: 백승만
- 미술: 조영아